# 防空管区

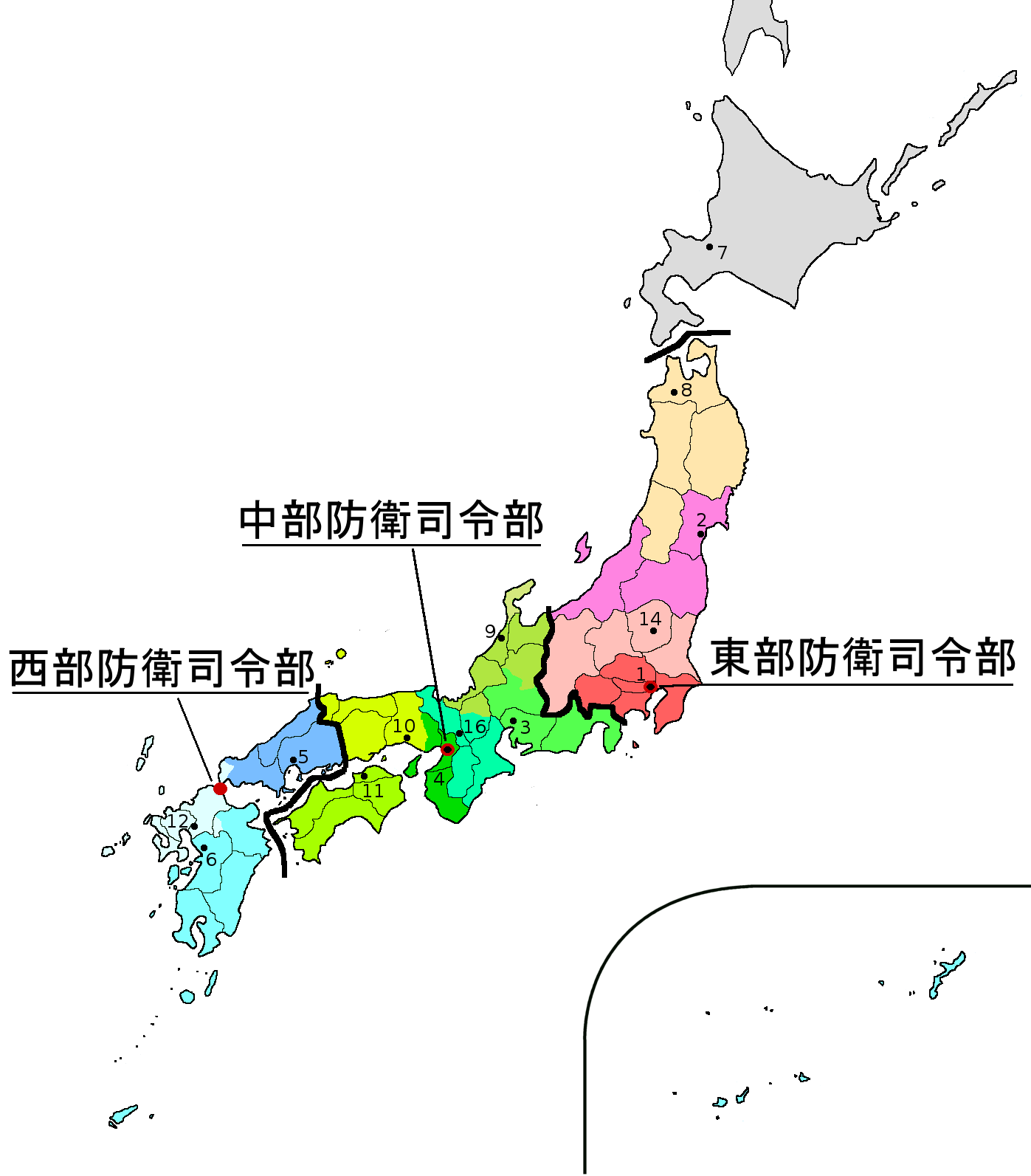
1937年の防衛司令部と防空管区境界。色分けは師管。

防空管区（ぼうくうかんく）は、1937年から1940年まで、日本陸軍が防空のために本州・四国・九州を区分して設けた地域である。前身は1935年か1936年に設定された防空統制管区。東部防空管区、中部防空管区、西部防空管区があり、それぞれ対応する防衛司令部が管轄した。
1940年に防空に限らない軍管区の設置により、廃止された。

## 解説
1935年に陸軍は防衛司令部を設けて国土防空の計画を立てさせることにし、8月にまず東京に東部防衛司令部を編成した。その管区は、1936年に東部防空統制管区と称したが、当初からの呼び方かは不明である。
2年遅れて1937年8月、大阪に中部防衛司令部、小倉に西部防衛司令部が編成された。この年11月27日制定（29日公布、12月1日施行）の昭和12年軍令陸第8号による防衛司令部令改定で、防空管区と警備管区が設けられた。どちらも防衛司令部の管轄地域を表すが、権限と範囲が異なる。防空管区は、文字通り防空に限り、広範囲の防衛の計画と指揮を防衛司令部に委ねるものである。防衛司令官は、防空については防空管区内の陸軍部隊に対する指揮権を持ち、その例外は憲兵隊・憲兵司令部・航空兵団司令部だけであった。また、指揮が及ばない憲兵と航空兵団に対しても、区処（指示）を出すことができた。それに対し、警備管区は司令部所在の師管の警備に関わるもので、3から5府県に及ぶものであった。
1940年8月1日に、防衛司令部がより大きな権限を持つ軍司令部に変わったとき、防空管区も軍管区に転換し、廃止になった。

## 防空管区と所属師管、範囲
東部防空管区
第1師管（東京）・第2師管（仙台）・第8師管（弘前）・第14師管（宇都宮）。東北地方と関東地方の全域。中部地方のうち新潟県、長野県、山梨県。
中部防空管区
第3師管（名古屋）・第4師管（大阪）・第9師管（金沢）・第10師管（姫路）・第11師管（善通寺）・第16師管（京都）。近畿地方と四国の全域。中部地方のうち静岡県、愛知県、岐阜県、富山県、石川県、福井県。中国地方のうち岡山県と鳥取県。
西部防空管区
第5師管（広島）・第6師管（熊本）・第12師管（久留米）。九州全域。中国地方のうち広島県、島根県、山口県。